# Bruno Arnold
Bruno Arnold (* 16. November 1884 in Leipzig; † 1. März 1933 in Füssen) war ein deutscher Fotograf.

## Leben
Ursprünglich wollte Arnold Gärtner werden, doch seine gesundheitliche Konstitution führte dazu, dass er in Leipzig das Fotografenhandwerk erlernte. 
1911 legte er in Kempten (Allgäu) seine Meisterprüfung ab, siedelte nach Füssen um und eröffnete in der Luitpoldstraße 8 ein Atelier.
1912 heiratete er die Tochter des Brauereibesitzers Margareta Deuringer aus Kempten. 1915 wird sein Sohn Hermann geboren, der nach dem frühen Tod des Vaters, 1933, das Atelier bis 1977 weiterführte.
Neben seinem Broterwerb als lokaler Fotograf begann Bruno Arnold intensiv seine Allgäuer Heimat zu fotografieren. So entstanden mit hohem künstlerischem Anspruch eine Vielzahl von Aufnahmen, die zum Teil nur nach beschwerlichem Aufstieg in die Berge möglich waren. Von besonderem Interesse sind seine Aufnahmen von Füssen und Hohenschwangau – hier dokumentierte er nur wenige Jahrzehnte nach Fertigstellung von Schloss Neuschwanstein die Geröllhalden der Baumaßnahmen oder den Wandel der bäuerlichen Architektur zu mehr städtischen Bauformen. 